# Берестечко (село)
Бересте́чко (до 1940-х років — Русинове Берестечко; Русино-Берестечко) — село в Україні у Боремельській сільській громаді Дубенського району Рівненської області. Населення становить 394 особи.

## Географія
Село знаходиться на лівому високому березі річки Стир, територія слабо розчленована, тераса річки згладжена в результаті сільськогосподарської діяльності.

## Історія

Село на карті 1924 року

У 1906 році містечко Берестецької волості Дубенського повіту Волинської губернії. Відстань від повітового міста 55 верст, від волості 0,25. Дворів 260, мешканців 2385.
Село
19 ст.
7 (20) листопада 1917 року, відповідно до Третього Універсалу Української Центральної Ради, увійшло до складу Української Народної Республіки.
12 червня 2020 року, відповідно до розпорядження Кабінету Міністрів України № 722-р від «Про визначення адміністративних центрів та затвердження територій територіальних громад Рівненської області», увійшло до складу Боремельської сільської громади Демидівського району.
19 липня 2020 року, в результаті адміністративно-територіальної реформи та ліквідації Демидівського району, село увійшло до складу Дубенського району.

## Населення
За переписом населення України 2001 року в селі мешкали 454 особи.

### Мова
Розподіл населення за рідною мовою за даними перепису 2001 року:
| Мова       | Відсоток |
| ---------- | -------- |
| українська | 98,92 %  |
| білоруська | 0,65 %   |
| російська  | 0,43 %   |

## Транспорт
Має регулярне автобусне сполучення, зокрема, здійснюється через село рейс Рівне — Підлозці.
Через погане дорожнє покриття автобус сполученням Луцьк — Боремель не заходить до села, це питання не раз піднімалося на сесії Демидівської РР

## Освіта
Працює Русино-Берестецька загальноосвітня школа І ступеня

## Релігія

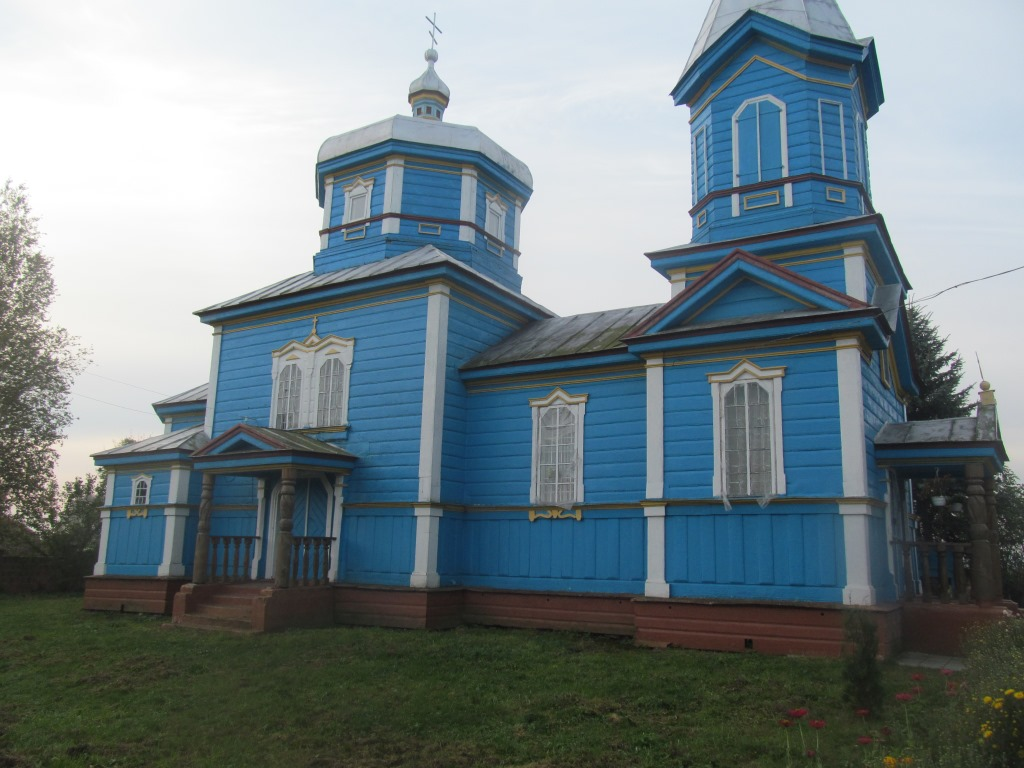
Церква Різдва Богородиці УПЦ КП

Церква Різдва Богородиці — пам'ятка архітектури місцевого значення, знаходиться в центрі села.
Збудована у 1839 р. Освячена 22 вересня 1885 року. Іконостас старий. Церква православна від 1839 року, приписана до с. Малеве, до 1838 року була греко-католицькою.
Дерев'яна, на кам'яному фундаменті, однокупольна покрита бляхою, дуже простора разом із такою ж дзвіницею. Проводи бувають в світлу суботу. Церква збудована за планом, виданим Волинським губернським церковно-будівельним присутствієм за місцеві засоби. Пофарбована ззовні і всередині олійною фарбою. Богослужбовими книгами, начинням і ризницею в даний час церква ще досить убога, зокрема книгами, яких взагалі нема, за винятком греко-католицького друку і то декілька книг.
Щороку в березні відбувається вшанування пам'яті чотирьох повстанців, які поховані біля церкви, там же споруджено пам'ятний знак з викарбуваними іменами загиблих.